# Johann Melchior Kraft
Johann Melchior Kraft, auch: Krafft, (* 11. Juni 1673 in Wetzlar; † 22. Juli 1751 in Husum) war ein deutscher lutherischer Theologe und ein Vertreter des frühen Pietismus.

## Leben
Der Sohn eines Schöffen und Ratsherrn besuchte die Schule seiner Vaterstadt und in Gießen 1688 das Pädagogium. 1690 kehrte er nach Hause zurück und bereitete sich auf das Hochschulstudium vor, bezog 1691 die Universität Wittenberg und erwarb dort 1693 den akademischen Grad eines Magisters. Im Anschluss unternahm er eine Bildungsreise, die ihn nach Hamburg führte, wo er sich bei Esdras Edzardus mit der hebräischen Sprache vertraut machte. Von dort weiter vermittelt, nahm er eine Hauslehrerstelle in Barlt an. Bald danach war er in Hamburg-Altenwerder in gleicher Position tätig und begleitete seine Schützlinge an die Universität Kiel.
Nachdem er in Kiel weitere Vorlesungen besucht hatte und auf die Schriften von Philipp Jacob Spener aufmerksam gemacht wurde, die ihn stark beeindruckten, kehrte er über Putlos 1697 nach Hamburg zurück. Hier wurde er Hofmeister eines Adligen, mit dem er kurze Zeit in Lübeck wohnte. An Kraft wurde der Vorschlag herangetragen, eine Pfarrstelle in Süderstapel anzunehmen. Diesem Vorschlag willigte er ein, und er wurde vom Generalsuperintendenten Heinrich Muhlius in dieses Amt eingeführt und ordiniert. 1705 wurde er Prediger in Sandesneben. 1709 gelang es Muhlius, den Krafft zuvor in zwei Büchern verteidigt hatte, ihn nach Husum berufen zu lassen, wo er das Amt des Archidiakons an der Marienkirche übernahm; 1712 wurde er Schulinspektor und bald danach Hauptpastor.
1736 stieg er zum Konsistorialrat und Mitglied des Oberkonsistoriums auf Schloss Gottorf auf, welche Stelle er bis zu seinem Lebensende ausfüllte. Kraft hatte sich in seiner Zeit als gelehrter Theologe einen Namen gemacht. Einiger seiner Werke veröffentlichte er auch unter dem Pseudonym Krato.

## Werkauswahl
- Die gerettete Unschuld … Des Seel. Cas. Herm. Sandhagens Und Henr. Muhlii, wieder die falsche Beschuldigungen … Jos. Schwartzens. Schleswig 1702 (Digitalisat), (Google-Books).
- Wahrer Historischer Bericht von den Schleswig-Holsteinschen Kirchenstreitigkeiten und Spaltungen u. s. w. ebenfalls wider D. Schwarzen. Schleswig 1705. (Google-Books)
- Emendanda et Corrigenda. quaedara in historia versionis Germanicae Bibliorum, a D. Joh. Frid. Mayero editae. Schleswig 1705, nachgedruckt Leipzig 1705. (Google-Books)
- Anmerkungen über das in den unschuldigen Nachrichten befindlichen Bedenken eines nicht genannten vornehmen Theologen, von der zu Stuttgard A. 1640 gedruckten Bibel, zur Rettung der Dolmetschung Lutheri, und der so hart angeklagten Württembergischen preiswürdigen Bibel. Hamburg 1708.
- Prodromus historiae versionis Germanicae Biblioruni, das ist, Anzeige und Abhandlung der Historie von der in die Teutsche Sprache übersetzten Bibel; wobey zugleich mit erscheinet:
  1. Eine Beschreibung der Lateinischen Bibelversion Lutheri A. 1529.
  2. Ein Bedenken über die von M. Christian Reineccio zu Leipzig A. 1708 edirte Teutsche Bibel.
  3. Eine Beantwortung der Ausflüchte der Verfasser der unschuldigen Nachrichten u. s. w., Leipzig 1714.
- Prodromus continuatus historiae versionis Bibliorum Hamburg 1714. (Google-Books)
- Das andere hundertjährige Jubeljahr der Evangelischen Kirche, von der An. 1517 angefangenen Reformation, mit Vorlegung der Historie von Lutheri Psalterdolmetschung, und wie dessen Verteutschung von den Römischkatholischen oft mit sehr schändlichen Handgriffen misshandelt, aber auch von solcher Religionsverwandten Scribenten und Bibeln wieder vertheidiget worden; nebst einer besondern Rettung der Version Lutheri wider den Jesuiten Petr. Raestium, und einer Vorrede vom eigenen Verhalten der Römischkatholischen Kirche, wegen Uebersetzung und Lesung der Bibel in gemeinen Sprachen, bis auf gegenwärtige Zeiten. Hamburg 1721. (Google-Books)
- Ein zweyfaches Zwey-Hundert-Jähriges Jubel-Gedächtnis, deren das Erste in einer am Fest-Tage Allerheiligen 1722 gehaltenen Predigt vorstellet die Reformation, so durch Gottes Segen 1522, zuallererst in diesen Herzogthümern, Schleswig u. Holstein, von Hermanne Tasten in dieser Stadt Husum angefangen worden ist; das andere aber eine völlige Historie des von Luthero verdeutschten und 1522 zwey mahl zu Wittenberg gedruckten Neuen Testaments. Dem beygefüget ist I. Eine Zwey-Hundert-Jährige Husumische Kirchen- und Schul-Historie, II. Eine ausführliche Lebens-Beschreibung des Generalsuperintendenten Jacobi Fabriecii, als des andern Reformatoris des von Philippo Caesare angefochtenen Kirchen-Zustandes; alles aus und mit seinen Beweisthümern, Briefen und meist noch nie gedruckten Documenten ans Licht gebracht. Hamburg 1723. (Google-Books)
- Ausführliche Historie vom Exorcismo. Hamburg 1750.